# Anne Marie Pohtamo
Anne Marie Pohtamo-Hietanen  (Helsínquia, 15 de agosto de 1955) é uma rainha da beleza finlandesa, eleita Miss Universo 1975. É uma das duas únicas finlandesas a terem conquistado o título até hoje. A outra foi a primeira Miss Universo, Armi Kuusela, em 1952.
Em 2015, pouco antes de se completarem 40 anos de usa vitória, o Iltalehti escreveu que "ela ainda se parece com a Miss Universo", com "as roupas clássicas, a maquiagem sofisticada e o penteado leve, assim como o estilo social direto e amigável e o estilo de andar ereto".
Em 15 de agosto de 2020, o Iltalehti escreveu que "a bela, que completa 65 anos neste sábado, raramente é vista em público hoje".

## Concursos de beleza

### Miss Finlândia
Em 1974, antes de ser eleita Miss Finlândia, ela havia vencido os concursos Princesa Adolescente e Rainha das Manequins.

### Miss Universo
Em El Salvador, em 19 de julho de 1975, aos 19 anos de idade, Anne derrotou outras 70 concorrentes e levou a coroa de Miss Universo 1975. À época, o jornal salvadorenho El Mundo estampava: "ela possui toda beleza natural da mulher comum de seu país que não precisa de superlativos para mostrar seus atributos femininos".
Pohtamo foi uma da duas vencedoras que não foram coroadas por sua antecessora, já que a Miss Universo 1974, Amparo Muñoz, da Espanha, havia renunciado ao título durante seu reinado. Ironicamente, ela foi coroada pela Miss Universo 1972, Kerry Anne Wells, da Austrália, que foi a primeira a também não ser coroada pela antecessora, por questões políticas ocorridas no ano de sua eleição.

## Vida após os concursos

### Vida profissional
Depois de coroar sua sucessora, Anne continuou a viver em Nova Iorque, onde trabalhou como modelo até se casar.
Em 2015, segundo o Iltalehti, ela trabalhava como consultora de moda e como evangelizadora no Bible College durante meio período. O portal também reportou que Anne apresentava desfiles de moda, trabalhava como anfitriã de feiras e era palestrante de sua congregação religiosa.

### Família
Anne conheceu seu marido, Arto Hietanen, em 1971, mas em meados dos 1970, enquanto morava em Nova Iorque, namorou o restauranter Jacques de la Fontaine, do qual  se separou em 1979. Em 1980, ela voltou a se encontrar com Arto na Finlândia, com quem se casou na Igreja Kemiö, após ambos decidirem que, ou se casavam ou ela voltava para Nova Iorque. Eles tiveram quatro filhos, nascidos em 1981, 1984, 1987 e 1994 e moram numa casa "no meio das plantações de flores no coração de um jardim verde" em Kauniainen, segundo o Iltalehti, que também reportava em 2015 que, ao esperar o nascimento do primeiro neto, filho de seu primogênito Jesse, ela tinha dito que esta era a notícia mais maravilhosa de todas.

### Religião
Interessada em doutrinas orientais e reencarnação nos anos 80, nos anos 90 ela voltou a professar a fé protestante e entrou na política. Segundo o  Iltalehti, ela disse que "a conversão revolucionou sua vida mais do que ser coroada como Miss Universo".

### Política
Nas eleições presidenciais de 2000, participou ativamente da campanha de um candidato de centro. Filiada ao Partido Democrata Cristão, foi indicada pelo partido para disputar as eleições parlamentares pelo distrito eleitoral de Helsinque mas não conseguiu se eleger.

### Filmografia
- O Amigo Desconhecido (1978)
- Manhattan, de Woody Allen, estrelado por Meryl Streep (1979)
- Lobos (1981)
- Clube dos Mentirosos (1981)

### Livros
- Rumo à Coroa Mais Brilhante (Kohti kirkkainta kruunu; 2004)